# Vyšná Voľa
Vyšná Voľa – wieś (obec) na Słowacji, w kraju preszowskim w powiecie Bardejów. Pierwsze wzmianki o miejscowości pochodzą z roku 1310.
Według danych z dnia 31 grudnia 2009 wieś zamieszkiwały 402 osoby, w tym 199 kobiet i 203 mężczyzn.
W 2001 roku względem narodowości i przynależności etnicznej 99,5% populacji stanowili Słowacy. Dominującym wyznaniem był protestantyzm, który wyznawało 67,25% populacji, 31,02% zaś to katolicy.